# Jek (Quba)
Cek (hay còn gọi là Jek, Dzheg và Dzhek) là một ngôi làng thuộc vùng Quba của Azerbaijan.  Ngôi làng tạo thành một phần của đô thị Əlik. Họ sống chủ yếu ở khu vực xung quanh núi Shahdag ở vùng Quba và phía đông bắc Azerbaidzhan.

## Dân số
Năm 1886, dân số ở đây được ước tính là 7.767 người.
Năm 1926 dân số ở đây được ước tính là 607 người. Mặc dù chỉ có 607 cá nhân tuyên bố dân tộc Dzhek, 4.348 người đã liệt kê Dzhek là ngôn ngữ bản địa.

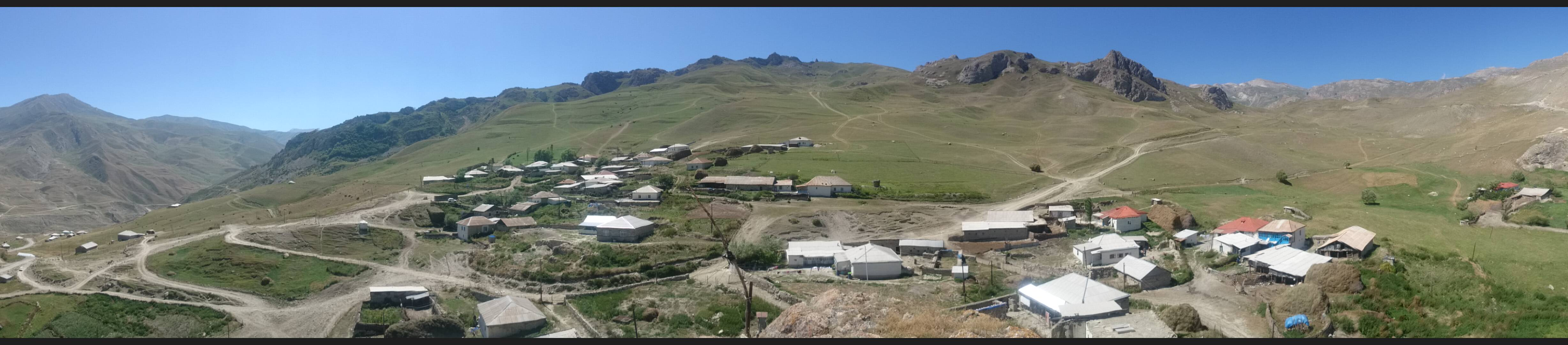
Panorama, 2016

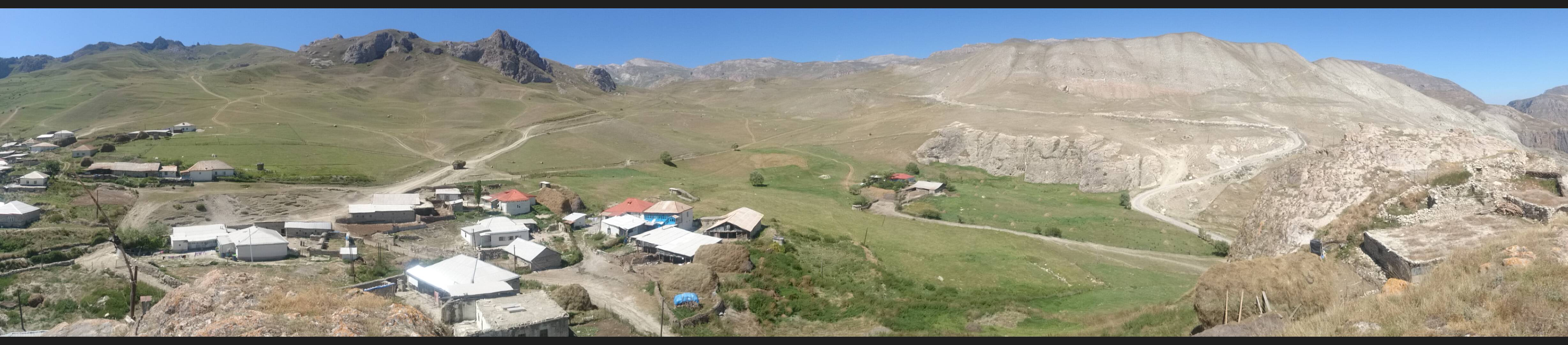
Panorama, 2016

## Thư viện

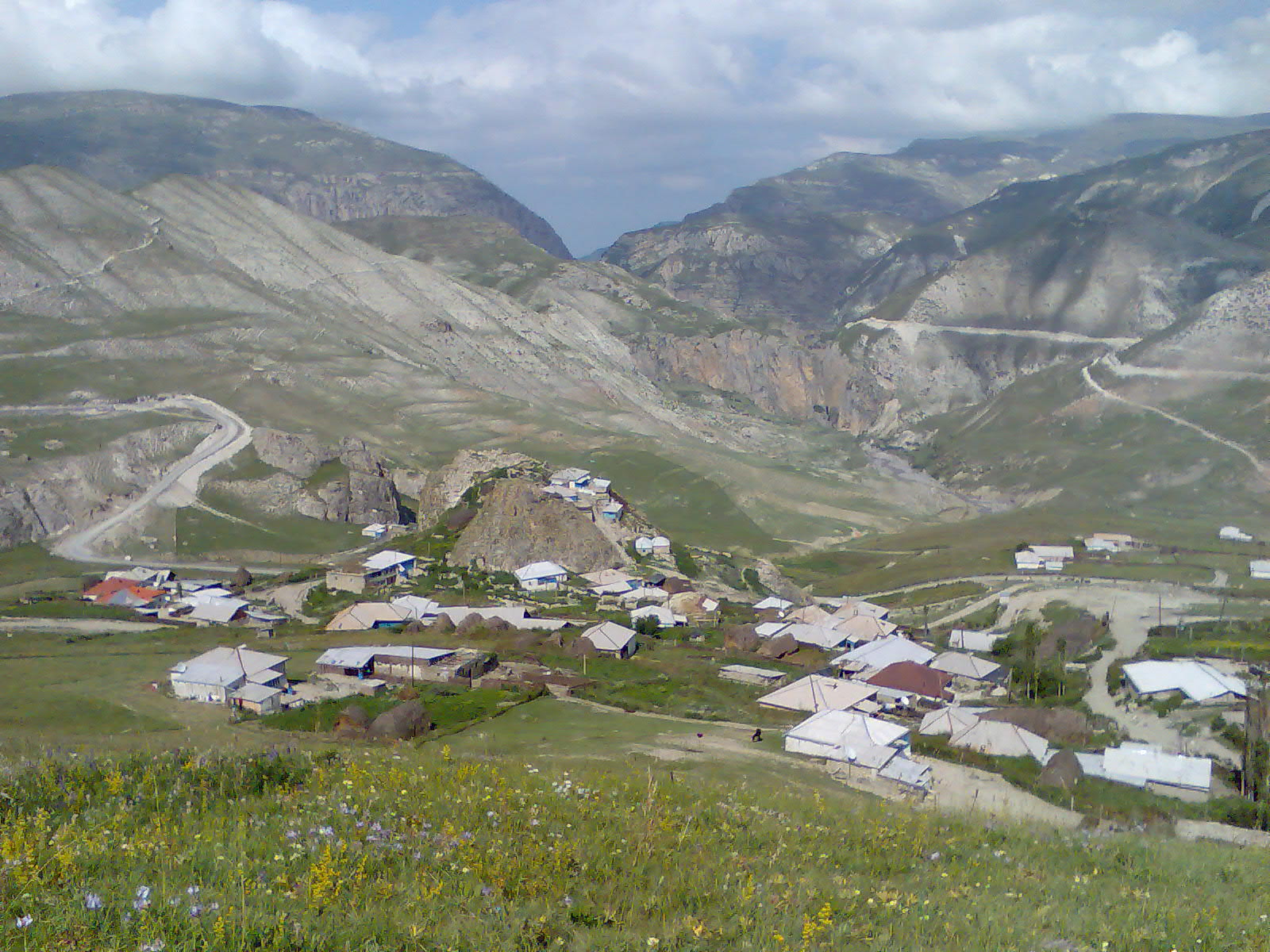
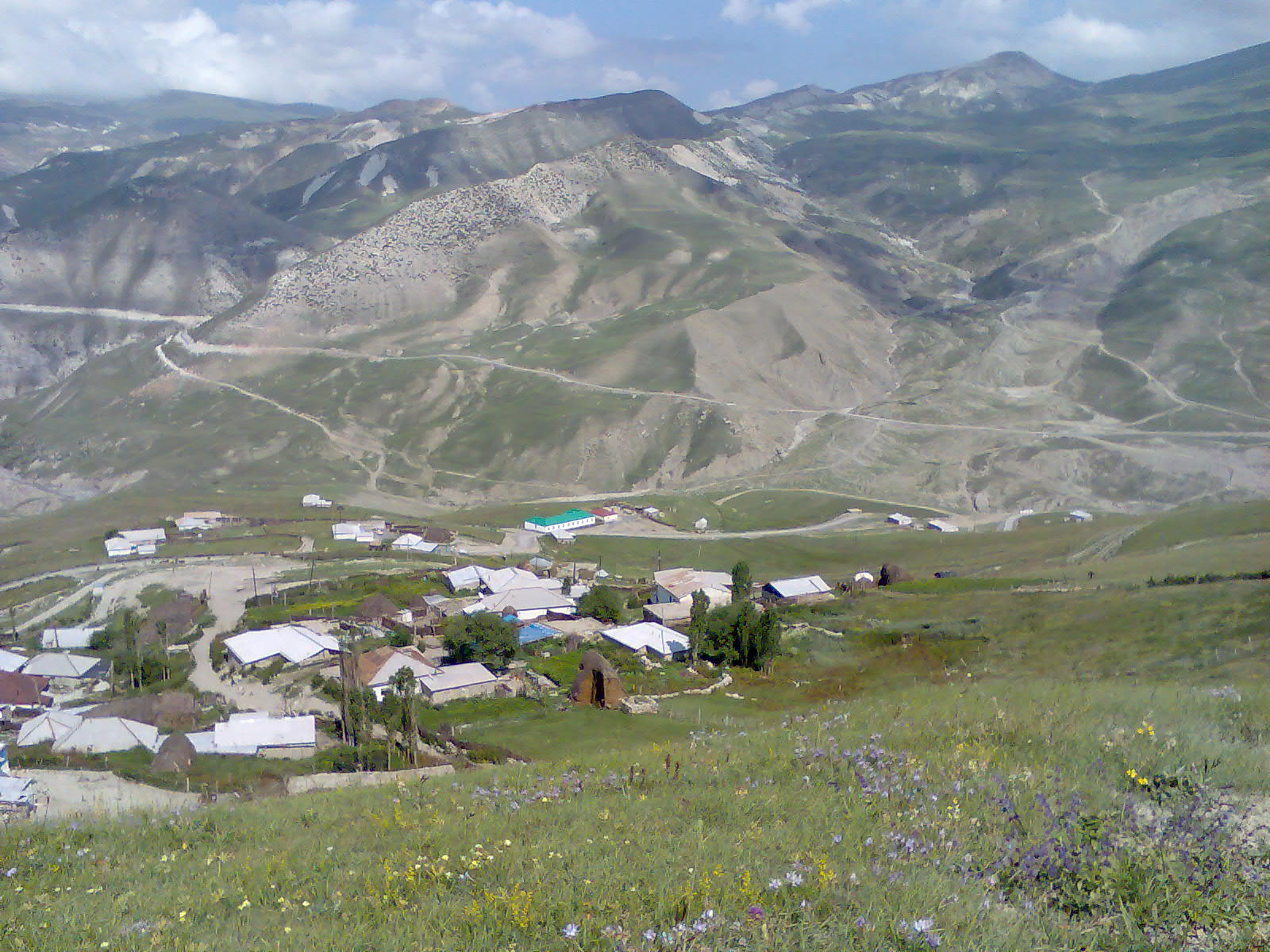